# Kfar HaChoresch
Kfar HaChoresch (hebräisch כְּפַר הָחֹרֶשׁ Kfar ha-Chōresch, deutsch ‚Dorf des Dickichts‘, englisch Kfar HaHoresh, Plene: כפר החורש) ist ein Kibbuz im Nordbezirk Israels in der historischen Landschaft Galiläa. Kfar HaChoresch liegt etwa zwei Kilometer westlich von Nazareth auf einer Höhe von 449 Metern über dem Meer und hatte im Jahr 2018 696 Einwohner.
Der Kibbuz wurde 1933 von Mitgliedern der Jugendorganisation Gordonia gegründet, die auf Aharon David Gordon (1856–1922) zurückgeht. Das Land, auf dem die Siedlung entstand, war 1930 vom Jüdischen Nationalfonds erworben worden. Heute gibt es hier unter anderem eine große Bäckerei, Obstanbau, Landwirtschaft und Hühnerzucht. Der bekannteste Bewohner von Kfar HaChoresch war der Satiriker Ephraim Kishon, der nach seiner Flucht aus Ungarn vorübergehend hier lebte und Hebräisch lernte.

## Archäologie
Auf dem Gelände des Kibbuz liegt eine Siedlung des Natufien mit zahlreichen Bestattungen. Einer der Schädel aus Kfar HaChoresch ist mit Zinnober bemalt.